# Kneria
Kneria es un género de peces de la familia Kneriidae. Fue descrito por Franz Steindachner en 1866.

## Especies
- Kneria angolensis Steindachner, 1866
- Kneria ansorgii (Boulenger, 1910)
- Kneria auriculata (Pellegrin, 1905)
- Kneria katangae Poll, 1976
- Kneria luansaensis Kalumba, Abwe, Schedel, Manda, Schliewen & Vreven, 2023
- Kneria maydelli Ladiges & Voelker, 1961
- Kneria maxi Kalumba, Abwe, Schedel, Manda, Schliewen & Vreven, 2023
- Kneria paucisquamata Poll & D. J. Stewart, 1975
- Kneria polli Trewavas, 1936
- Kneria ruaha Seegers, 1995
- Kneria rukwaensis Seegers, 1995
- Kneria sjolandersi Poll, 1967
- Kneria stappersii Boulenger, 1915
- Kneria uluguru Seegers, 1995
- Kneria wittei Poll, 1944